# رمز بنفش

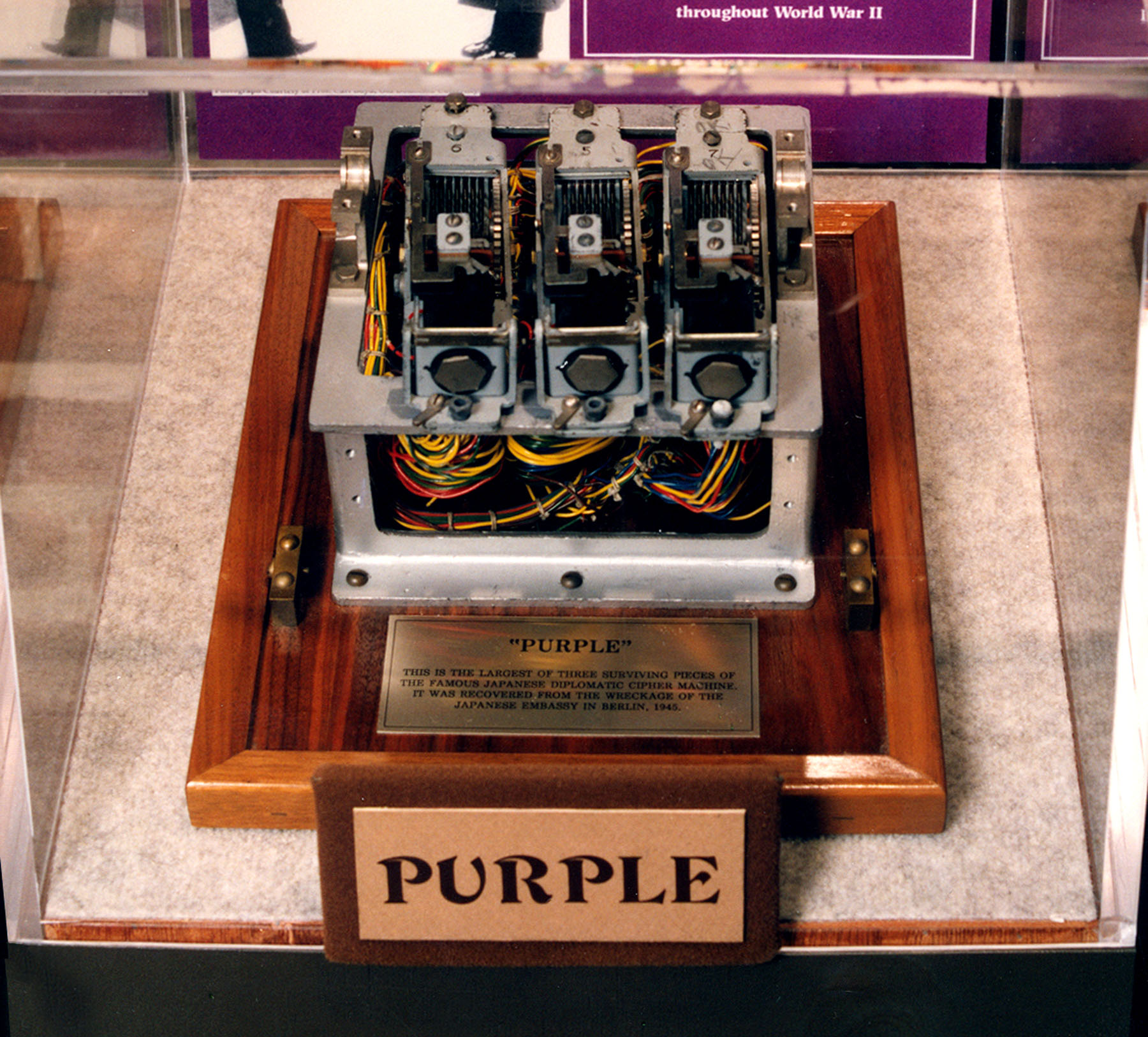
ماشین رمزنگاری وزارت امور خارجه ژاپن که درپی سقوط برلین در پایان جنگ جهانی دوم، در سفارت ژاپن در برلین کشف شد.

رمز بنفش (به ژاپنی: パープル暗号) اسم رمزی بود که واحد رمزگشایی ارتش آمریکا بر ماشین سایفر رمزنگاری امپراتوری ژاپن گذاشته‌بود. ماشین سایفر که بر مبنای تعویض پله الکترومکانیکی طراحی شده‌بود، از سال ۱۹۳۹ برای ارسال پیام‌های محرمانه وزارت امور خارجه ژاپن بکار می‌رفت.
واحد رمزگشایی ارتش آمریکا در سال ۱۹۴۰ موفق شد تا دستگاه مشابهی بسازد و از آن طریق کدهای رمز بنفش را بشکند و تا پایان جنگ، پیام‌های محرمانه مخابره‌شدهٔ مابین وزارت امور خارجه ژاپن و نمایندگی‌های خارجی آن کشور را رصد کند.
ژاپنی‌ها همچنین از «سیستم رمز کورال» کدهای نیروی دریایی ژاپن و جاده (دستگاه رمزگذاری) نیز استفاده می کردند.